# NHL Entry Draft
NHL Entry Draft, tidigare NHL:s amatördraft, är en årlig draft där NHL-klubbar väljer rättigheter till odraftade spelare från lag utanför NHL. Draften hålls varje sommar och består av sju rundor där varje lag från början har ett val per runda (valen kan användas i bytesaffärer mellan lagen). Valordningen avgörs av föregående säsongs placeringar och slumpen. De 16 lag som inte nått Stanley Cup-slutspelet placeras ut i ordning genom en seedad lottning där lagen maximalt kan förbättra eller försämra sin placering med fyra positioner gentemot deras slutplacering under säsongen. När slutspelet är slut placeras de kvarvarande lagen ut. Stanley Cup-mästarna får sista platsen, tvåan näst sista plats och så vidare.
Alla nordamerikanska spelare som är mellan 18 och 20 år gamla samt alla utländska spelare som gör debut i NHL får draftas. 

## Förstaval
| År                | Spelare             | NHL-lag               | Spelar- position | Ursprungslag                 | Liga       |
| ----------------- | ------------------- | --------------------- | ---------------- | ---------------------------- | ---------- |
| NHL:s amatördraft |                     |                       |                  |                              |            |
| 1963              | Garry Monahan       | Detroit Red Wings     | C                | St. Michael's Buzzers        | MetJHL     |
| 1964              | Claude Gauthier     | Montreal Canadiens    | HF               | Rosemount Midgets            | SAAAMHL    |
| 1965              | André Veilleux      | New York Rangers      | HF               | Montreal Rangers             | LHJAA      |
| 1966              | Barry Gibbs         | Boston Bruins         | B                | Estevan Bruins               | SJHL       |
| 1967              | Rick Pagnutti       | Los Angeles Kings     | B                | Garson-Falconbridge          | NOJHL      |
| 1968              | Michel Plasse       | Montreal Canadiens    | MV               | Drummondville Rangers        | LHJQ       |
| 1969              | Réjean Houle        | Montreal Canadiens    | VF               | Montreal Jr. Canadiens       | OHA        |
| 1970              | Gilbert Perreault   | Buffalo Sabres        | C                | Montreal Jr. Canadiens       | OHA        |
| 1971              | Guy Lafleur         | Montreal Canadiens    | HF               | Remparts de Québec           | LHJMQ      |
| 1972              | Billy Harris        | New York Islanders    | HF               | Toronto Marlboros            | OHA        |
| 1973              | Denis Potvin        | New York Islanders    | B                | Ottawa 67's                  | OHA        |
| 1974              | Greg Joly           | Washington Capitals   | B                | Regina Pats                  | WCHL       |
| 1975              | Mel Bridgman        | Philadelphia Flyers   | C                | Victoria Cougars             | WCHL       |
| 1976              | Rick Green          | Washington Capitals   | B                | London Knights               | OHA        |
| 1977              | Dale McCourt        | Detroit Red Wings     | C                | St.-Catharines Fincups       | OHA        |
| 1978              | Bobby Smith         | Minnesota North Stars | C                | Ottawa 67's                  | OHA        |
| NHL Entry Draft   |                     |                       |                  |                              |            |
| 1979              | Rob Ramage          | Colorado Rockies      | B                | Birmingham Bulls             | OHA        |
| 1980              | Doug Wickenheiser   | Montreal Canadiens    | C                | Regina Pats                  | WHL        |
| 1981              | Dale Hawerchuk      | Winnipeg Jets         | C                | Cornwall Royals              | LHJMQ      |
| 1982              | Gord Kluzak         | Boston Bruins         | B                | Billings Bighorns            | WHL        |
| 1983              | Brian Lawton        | Minnesota North Stars | C                | Mount St. Charles H.S.       |            |
| 1984              | Mario Lemieux       | Pittsburgh Penguins   | C                | Voisins de Laval             | LHJMQ      |
| 1985              | Wendel Clark        | Toronto Maple Leafs   | VF               | Saskatoon Blades             | WHL        |
| 1986              | Joe Murphy          | Detroit Red Wings     | HF               | Michigan State University    | NCAA       |
| 1987              | Pierre Turgeon      | Buffalo Sabres        | C                | Bisons de Granby             | LHJMQ      |
| 1988              | Mike Modano         | Minnesota North Stars | C                | Prince Albert Raiders        | WHL        |
| 1989              | Mats Sundin         | Quebec Nordiques      | C                | Nacka HK                     | Division I |
| 1990              | Owen Nolan          | Quebec Nordiques      | HF               | Cornwall Royals              | OHL        |
| 1991              | Eric Lindros        | Quebec Nordiques      | C                | Oshawa Generals              | OHL        |
| 1992              | Roman Hamrlík       | Tampa Bay Lightning   | B                | Zlin ZPS                     | Tjeckien   |
| 1993              | Alexandre Daigle    | Ottawa Senators       | C                | Tigres de Victoriaville      | LHJMQ      |
| 1994              | Ed Jovanovski       | Florida Panthers      | B                | Windsor Spitfires            | OHL        |
| 1995              | Bryan Berard        | Ottawa Senators       | B                | Detroit Jr. Red Wings        | OHL        |
| 1996              | Chris Phillips      | Ottawa Senators       | B                | Prince Albert Raiders        | WHL        |
| 1997              | Joe Thornton        | Boston Bruins         | C                | Sault Ste Marie Greyhounds   | OHL        |
| 1998              | Vincent Lecavalier  | Tampa Bay Lightning   | C                | Rimouski Océanic             | LHJMQ      |
| 1999              | Patrik Štefan       | Atlanta Thrashers     | C                | Long Beach Ice Dogs          | IHL        |
| 2000              | Rick DiPietro       | New York Islanders    | MV               | Boston University            | NCAA       |
| 2001              | Ilja Kovaltjuk      | Atlanta Thrashers     | VF               | Spartak Moskva               | KHL        |
| 2002              | Rick Nash           | Columbus Blue Jackets | VF               | London Knights               | OHL        |
| 2003              | Marc-André Fleury   | Pittsburgh Penguins   | MV               | Cape Breton Screaming Eagles | LHJMQ      |
| 2004              | Aleksandr Ovetjkin  | Washington Capitals   | VF               | Dynamo Moskva                | KHL        |
| 2005              | Sidney Crosby       | Pittsburgh Penguins   | C                | Rimouski Océanic             | LHJMQ      |
| 2006              | Erik Johnson        | St. Louis Blues       | B                | Minnesota Golden Gophers     | NCAA       |
| 2007              | Patrick Kane        | Chicago Blackhawks    | HF               | London Knights               | OHL        |
| 2008              | Steven Stamkos      | Tampa Bay Lightning   | C                | Sarnia Sting                 | OHL        |
| 2009              | John Tavares        | New York Islanders    | C                | London Knights               | OHL        |
| 2010              | Taylor Hall         | Edmonton Oilers       | C                | Windsor Spitfires            | OHL        |
| 2011              | Ryan Nugent-Hopkins | Edmonton Oilers       | C                | Red Deer Rebels              | WHL        |
| 2012              | Nail Jakupov        | Edmonton Oilers       | HF               | Sarnia Sting                 | OHL        |
| 2013              | Nathan MacKinnon    | Colorado Avalanche    | C                | Halifax Mooseheads           | LHJMQ      |
| 2014              | Aaron Ekblad        | Florida Panthers      | B                | Barrie Colts                 | OHL        |
| 2015              | Connor McDavid      | Edmonton Oilers       | C                | Erie Otters                  | OHL        |
| 2016              | Auston Matthews     | Toronto Maple Leafs   | C                | ZSC Lions                    | NLA        |
| 2017              | Nico Hischier       | New Jersey Devils     | C                | Halifax Mooseheads           | LHJMQ      |
| 2018              | Rasmus Dahlin       | Buffalo Sabres        | B                | Frölunda HC                  | SHL        |
| 2019              | Jack Hughes         | New Jersey Devils     | C                | Team USA                     | USHL       |
| 2020              | Alexis Lafrenière   | New York Rangers      | VF               | Océanic de Rimouski          | LHJMQ      |
| 2021              | Owen Power          | Buffalo Sabres        | B                | Michigan Wolverines          | NCAA       |
| 2022              | Juraj Slafkovský    | Montreal Canadiens    | VF               | HC TPS                       | Liiga      |
| 2023              | Connor Bedard       | Chicago Blackhawks    | C                | Regina Pats                  | WHL        |
| 2024              | Macklin Celebrini   | San Jose Sharks       | C                | Boston University Terriers   | NCAA       |
| 2025              | Matthew Schaefer    | New York Islanders    | B                | Erie Otters                  | OHL        |

## Tidigare drafter
- NHL:s amatördraft 1963 – Le Reine Élizabeth, Montréal, Québec
- NHL:s amatördraft 1964 – Le Reine Élizabeth, Montréal, Québec
- NHL:s amatördraft 1965 – Le Reine Élizabeth, Montréal, Québec
- NHL:s amatördraft 1966 – Hôtel Mont-Royal, Montréal, Québec
- NHL:s amatördraft 1967 – Le Reine Élizabeth, Montréal, Québec
- NHL:s amatördraft 1968 – Le Reine Élizabeth, Montréal, Québec
- NHL:s amatördraft 1969 – Le Reine Élizabeth, Montréal, Québec
- NHL:s amatördraft 1970 – Le Reine Élizabeth, Montréal, Québec
- NHL:s amatördraft 1971 – Le Reine Élizabeth, Montréal, Québec
- NHL:s amatördraft 1972 – Le Reine Élizabeth, Montréal, Québec
- NHL:s amatördraft 1973 – Hôtel Mont-Royal, Montréal, Québec
- NHL:s amatördraft 1974 – NHL:s kontor, Montréal, Québec
- NHL:s amatördraft 1975 – NHL:s kontor, Montréal, Québec
- NHL:s amatördraft 1976 – NHL:s kontor, Montréal, Québec
- NHL:s amatördraft 1977 – Hôtel Mont-Royal, Montréal, Québec
- NHL:s amatördraft 1978 – Le Reine Élizabeth, Montréal, Québec
- NHL Entry Draft 1979 – Le Reine Élizabeth, Montréal, Québec
- NHL Entry Draft 1980 – Forum de Montréal, Montréal, Québec
- NHL Entry Draft 1981 – Forum de Montréal, Montréal, Québec
- NHL Entry Draft 1982 – Forum de Montréal, Montréal, Québec
- NHL Entry Draft 1983 – Forum de Montréal, Montréal, Québec
- NHL Entry Draft 1984 – Forum de Montréal, Montréal, Québec
- NHL Entry Draft 1985 – Metro Toronto Convention Centre, Toronto, Ontario
- NHL Entry Draft 1986 – Forum de Montréal, Montréal, Québec
- NHL Entry Draft 1987 – Joe Louis Arena, Detroit, Michigan
- NHL Entry Draft 1988 – Forum de Montréal, Montréal, Québec
- NHL Entry Draft 1989 – Metropolitan Sports Center, Bloomington, Minnesota
- NHL Entry Draft 1990 – BC Place, Vancouver, British Columbia
- NHL Entry Draft 1991 – Memorial Auditorium, Buffalo, New York
- NHL Entry Draft 1992 – Forum de Montréal, Montréal, Québec
- NHL Entry Draft 1993 – Colisée de Québec, Québec, Québec
- NHL Entry Draft 1994 – Hartford Civic Center, Hartford, Connecticut
- NHL Entry Draft 1995 – Edmonton Coliseum, Edmonton, Alberta
- NHL Entry Draft 1996 – Kiel Center, St. Louis, Missouri
- NHL Entry Draft 1997 – Civic Arena, Pittsburgh, Pennsylvania
- NHL Entry Draft 1998 – Marine Midland Arena, Buffalo, New York
- NHL Entry Draft 1999 – Fleetcenter, Boston, Massachusetts
- NHL Entry Draft 2000 – Pengrowth Saddledome, Calgary, Alberta
- NHL Entry Draft 2001 – National Car Rental Center, Sunrise, Florida
- NHL Entry Draft 2002 – Air Canada Centre, Toronto, Ontario
- NHL Entry Draft 2003 – Gaylord Entertainment Center, Nashville, Tennessee
- NHL Entry Draft 2004 – RBC Center, Raleigh, North Carolina
- NHL Entry Draft 2005 – Westin Hotels & Resorts, Ottawa, Ontario
- NHL Entry Draft 2006 – GM Place, Vancouver, British Columbia
- NHL Entry Draft 2007 – Nationwide Arena, Columbus, Ohio
- NHL Entry Draft 2008 – Scotiabank Place, Ottawa, Ontario
- NHL Entry Draft 2009 – Centre Bell, Montréal, Québec
- NHL Entry Draft 2010 – Madison Square Garden, New York, New York
- NHL Entry Draft 2011 – Xcel Energy Center, St. Paul, Minnesota
- NHL Entry Draft 2012 – Consol Energy Center, Pittsburgh, Pennsylvania
- NHL Entry Draft 2013 – Prudential Center, Newark, New Jersey
- NHL Entry Draft 2014 – Wells Fargo Center, Philadelphia, Pennsylvania
- NHL Entry Draft 2015 – BB&T Center, Sunrise, Florida
- NHL Entry Draft 2016 – First Niagara Center, Buffalo, New York
- NHL Entry Draft 2017 – United Center, Chicago, Illinois
- NHL Entry Draft 2018 – American Airlines Center, Dallas, Texas
- NHL Entry Draft 2019 – Rogers Arena i Vancouver, British Columbia
- NHL Entry Draft 2020 – NHL:s inspelningsstudio i Secaucus, New Jersey
- NHL Entry Draft 2021 – NHL:s inspelningsstudio i Secaucus, New Jersey[1]
- NHL Entry Draft 2022 – Centre Bell i Montréal, Québec[2]
- NHL Entry Draft 2023 – Bridgestone Arena i Nashville, Tenneessee[3]
- NHL Entry Draft 2024 – Sphere i Paradise, Nevada[4]
- NHL Entry Draft 2025 – Peacock Theater i Los Angeles, Kalifornien[5]

## Högsta draftade svenskarna (topp 20)
| Placering | Spelare                                                                            | År                       | Draftlag                                                                                |
| --------- | ---------------------------------------------------------------------------------- | ------------------------ | --------------------------------------------------------------------------------------- |
| #1        | Mats Sundin Rasmus Dahlin                                                          | 1989 2018                | Quebec Nordiques Buffalo Sabres                                                         |
| #2        | Daniel Sedin Victor Hedman Gabriel Landeskog Leo Carlsson                          | 1999 2009 2011 2023      | Vancouver Canucks Tampa Bay Lightning Colorado Avalanche Anaheim Ducks                  |
| #3        | Henrik Sedin Anton Frondell                                                        | 1999 2025                | Vancouver Canucks Chicago Blackhawks                                                    |
| #4        | Nicklas Bäckström Adam Larsson Lucas Raymond                                       | 2006 2011 2020           | Washington Capitals New Jersey Devils Detroit Red Wings                                 |
| #5        | Björn Johansson Elias Lindholm Elias Pettersson                                    | 1976 2013 2017           | California Golden Seals Carolina Hurricanes Vancouver Canucks                           |
| #6        | Peter Forsberg Oliver Ekman Larsson Mika Zibanejad Hampus Lindholm Simon Edvinsson | 1991 2009 2011 2012 2021 | Philadelphia Flyers Phoenix Coyotes Ottawa Senators Anaheim Ducks Detroit Red Wings     |
| #7        | Ulf Dahlén Lars Jonsson Lias Andersson Alexander Holtz William Eklund              | 1985 2000 2017 2020 2021 | New York Rangers Boston Bruins New York Rangers New Jersey Devils San Jose Sharks       |
| #8        | Niklas Sundström William Nylander Alexander Nylander Adam Boqvist Philip Broberg   | 1993 2014 2016 2018 2019 | New York Rangers Toronto Maple Leafs Buffalo Sabres Chicago Blackhawks Edmonton Oilers  |
| #10       | Magnus Pääjärvi Jonas Brodin                                                       | 2009 2011                | Edmonton Oilers Minnesota Wild                                                          |
| #11       | Fredrik Sjöström Filip Forsberg Victor Söderström Tom Willander                    | 2001 2012 2019 2023      | Phoenix Coyotes Washington Capitals Arizona Coyotes Vancouver Canucks                   |
| #12       | Kenny Jönsson                                                                      | 1993                     | Toronto Maple Leafs                                                                     |
| #13       | Mattias Öhlund                                                                     | 1994                     | Vancouver Canucks                                                                       |
| #14       | Calle Johansson Alexander Wennberg Isak Rosén                                      | 1985 2013 2021           | Buffalo Sabres Columbus Blue Jackets Buffalo Sabres                                     |
| #15       | Mats Lindgren Robert Nilsson Erik Karlsson Erik Brännström Jonathan Lekkerimäki    | 1993 2003 2008 2017 2022 | Winnipeg Jets New York Islanders Ottawa Senators Vegas Golden Knights Vancouver Canucks |
| #16       | Markus Näslund Noah Östlund Victor Eklund                                          | 1991 2022 2025           | Pittsburgh Penguins Buffalo Sabres New York Islanders                                   |
| #17       | David Rundblad Timothy Liljegren Axel Sandin Pellikka                              | 2009 2017 2023           | St. Louis Blues Toronto Maple Leafs Detroit Red Wings                                   |
| #18       | Mikael Andersson Jesper Mattsson Michael Holmqvist Jens Karlsson                   | 1984 1993 1997 2001      | Buffalo Sabres Calgary Flames Mighty Ducks of Anaheim Los Angeles Kings                 |
| #19       | Jan Ingman Niklas Sundblad Oscar Klefbom Liam Öhgren                               | 1981 1991 2011 2022      | Montreal Canadiens Calgary Flames Edmonton Oilers Minnesota Wild                        |
| #20       | Marcus Nilson Jacob Josefson Joel Eriksson Ek Jesper Wallstedt                     | 1996 2009 2015 2021      | Calgary Flames New Jersey Devils Minnesota Wild                                         |